# The Spektors
The Spektors – australijski zespół popowy, rock ’n’ rollowy i beatowy, działający w Perth od 1964 do połowy 1966. Należał do niego drugi perkusista grupy i przez chwilę wokalista – Bon Scott, znany później jako frontman hardrockowego zespołu AC/DC.

## Historia
The Spektors zostało założone w 1964 przez dwóch wokalistów i perkusistów – Johna Collinsa i Bona Scotta, wraz z basistą Brianem Gannonem, gitarzystą rytmicznym Murrayem Graciem, a także z gitarzystą Wynem Wilsonem. Collins i Scott podzielili się, aby jeden z nich był perkusistą a drugi głównym wokalistą. Wykonywali muzykę beat, pop i rock ’n’ roll.
The Spektors cieszyło się lokalnym uznaniem, wygrywając zawody Perth w narodowym konkursie Hoadley’s Battle of the Sounds. Ich repertuar piosenek bardzo często zawierał utwory takich zespołów jak The Rolling Stones i The Beatles. Od momentu, kiedy zespół został założony, Bon Scott okazjonalnie śpiewał (Collins grał wtedy na perkusji) takie piosenki jak np. cover „Gloria” Vana Morrisona. Nawiązując do Gracie’a, ich wpływy miały „więcej bluesa niż popu – byli jak Pretty Things, Them, a także The Kinks”.
W październiku 1965, grupa nagrała 4 utwory dla lokalnego programu telewizyjnego, Club 17, które były coverami – „Gloria” Vana Morrisona, „On My Mind” Mike’a Berry’ego, „Yesterday” od The Beatles, a także „It ain’t necessarily so” George’a Gershwina. Pod koniec 1966, Milsom i Scott dołączyli do miejscowych rywali The Winstons i założyli nową grupę – The Valentines, w której Scott na przemian był wokalistą z Vince’em Lovegrovem.

## Dyskografia

### Różne
- Bon Scott with The Spektors (CD, 1992, wytwórnia See for Miles)

### Kompilacje
- Bon Scott with the Spektors and the Valentines (CD, 1999, wytwórnia See for Miles)

Powyższe piosenki i wywiady zostały skradzione przez Martina Clarka, który był wtedy inżynierem nagrań dla show Club 17 telewizji TVW.